# Techniques d'origami
 (février 2012).
Si vous disposez d'ouvrages ou d'articles de référence ou si vous connaissez des sites web de qualité traitant du thème abordé ici, merci de compléter l'article en donnant les références utiles à sa vérifiabilité et en les liant à la section « Notes et références ».
En origami, il existe diverses préparations du papier pour pouvoir plier chaque modèle dans de bonnes conditions, ainsi qu'avoir un rendu final aussi bon que possible. Selon la méthode, le papier peut être préparé (ou traité) avant, après, mais aussi durant le pliage.

## Papier sandwich ou «contrecollé»

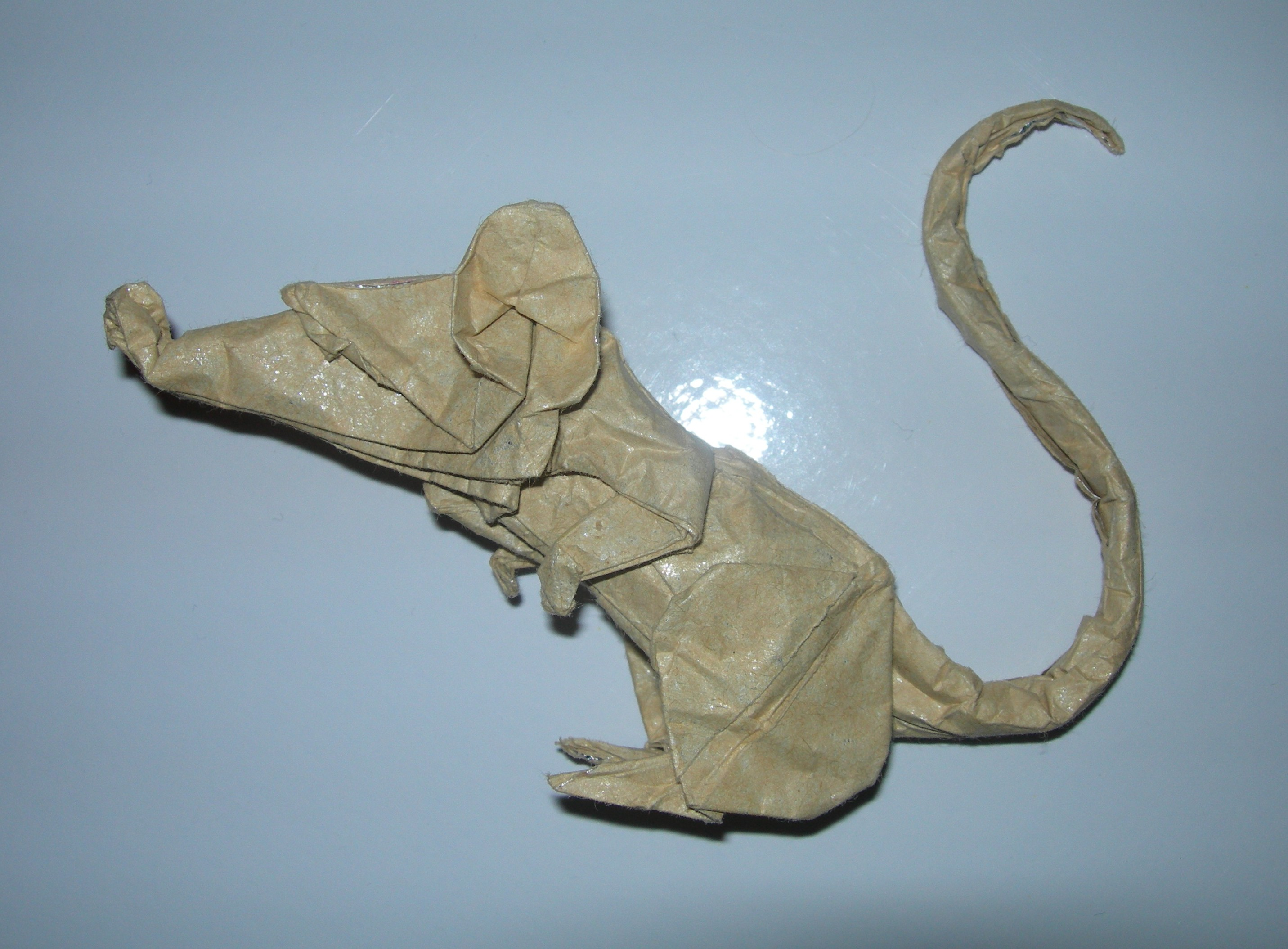
Rat en papier sandwich (modèle d'Éric Joisel)

Cela consiste à coller à l'aide de  colle en bombe une feuille de papier de soie de chaque côté d'une feuille de papier aluminium. Cette technique de préparation du papier présente de nombreux avantages. En effet, le papier aluminium donne une certaine rigidité au papier, ce qui permet une bonne tenue des plis (ce qui peut être utile notamment aux débutants, mais aussi au modelage du modèle) et le papier de soie permet d'éviter le déchirement du papier aluminium.
De plus, on peut ainsi créer facilement du papier bicolore (ayant des faces de deux couleurs différentes) de son choix, alors qu'il peut être difficile à trouver sur le commerce. Il permet aussi d'écraser plus facilement les grosses épaisseurs de papier ; cependant, il vieillit mal (le papier de soie peut arriver à se décolorer à la lumière s'il n'est pas protégé et la colle peut réagir chimiquement avec l'aluminium), et prend rapidement un aspect froissé si l'on n'y prête pas une attention toute particulière durant le pliage.
Le papier sandwich est notamment le papier de prédilection de l'origamiste Nicolas Terry.

## Pliage humide(wet folding)

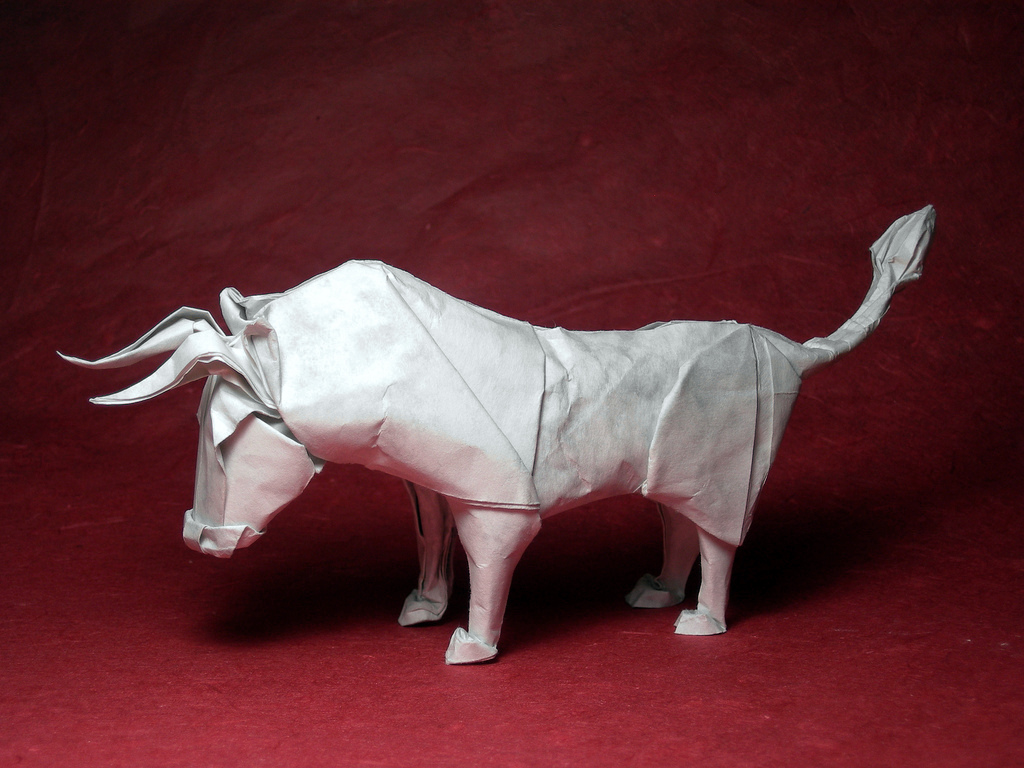
Taureau réalisé en pliage humide (modèle de Stephan Weber)

Cette technique consiste à humidifier légèrement le papier avant le pliage (généralement au moyen d'une éponge ou d'un vaporisateur). Cela permet de travailler avec des papiers de fort grammage (même de 300 g/m2), de modeler même s'il y a de nombreuses épaisseurs de papier et de donner du volume et de former des courbes plus facilement.
Le pliage humide est cependant plus délicat que le pliage à sec, car le papier se déchire ou peluche facilement, et doit être maintenu en position (à l'aide d'élastiques, de trombones, de ficelle, etc.) lors du séchage (certains utilisent un sèche-cheveux lors de cette étape).